# Omice
Omice jsou obec v okrese Brno-venkov v Jihomoravském kraji. Rozkládají se v Bobravské vrchovině, na okraji přírodního parku Bobrava. Žije zde 840 obyvatel.

## Název
Přípona -ice (původně -ici) označovala lidi poddané člověku, jehož osobní jméno bylo obsaženo v první části sídelního jména, ale není jasné, o jaké osobní jméno se jednalo. Jméno vsi tedy zatím zůstává nevysvětleno.

## Osídlení
Hlavní zástavba obce se nachází zhruba uprostřed katastrálního území. Na jeho okrajích tvoří významnější zástavbu osady Kývalka nedaleko Masarykova okruhu a Dvorek v údolí Bobravy.

## Historie
První písemná zmínka o obci pochází z roku 1104.
Na začátku 17. století měla obec 27 domů, po třicetileté válce z nich bylo obydlených pouze 10. Roku 1790 zde bylo již 29 domů a 164 obyvatel. Duchovní správa se zde připomíná v 15. století, po zániku fary v roce 1633 byly Omice přifařeny do rosické farnosti. Školní budovu postavila obec na začátku 19. století.
V letech 2006–2010 působil jako starosta Radovan Pukl, v letech 2010–2014 Libuše Pličková a od roku 2014 tuto funkci vykonává Petr Kadela.

## Obyvatelstvo
| 1869 | 1880 | 1890 | 1900 | 1910 | 1921 | 1930 | 1950 | 1961 | 1970 | 1980 | 1991 | 2001 | 2011 |
| ---- | ---- | ---- | ---- | ---- | ---- | ---- | ---- | ---- | ---- | ---- | ---- | ---- | ---- |
| 524  | 558  | 603  | 611  | 628  | 742  | 876  | 794  | 790  | 760  | 643  | 655  | 694  | 758  |

## Doprava
Na území obce zasahuje dálnice D1 s exitem 182 Kývalka a silnice I/23 v úseku Rosice – D1. Dále krátký úsek silnice II/602 v úseku Brno – D1 a silnice III. třídy:
- III/3945 v úseku Tetčice - Střelice
- III/3946 v úseku III/3945 - Omice - Troubsko

## Pamětihodnosti
- Tvrz Omice (zaniklá)
- Kostel svatého Jakuba Staršího
- Pomník obětem světových válek a okupace 1968[7]

## Partnerská obec
- Malá Lehota, Slovensko

## Příroda
- Na okraji místní osady Dvorek se nachází památný dub zimní dub u Omic.[8]